# Miksicus balthasari
Miksicus balthasari är en skalbaggsart som beskrevs av Miksic 1962. Miksicus balthasari ingår i släktet Miksicus och familjen Cetoniidae. Inga underarter finns listade i Catalogue of Life.